# Pagaronia ishiharai
Pagaronia ishiharai är en insektsart som beskrevs av Anufriev 1971. Pagaronia ishiharai ingår i släktet Pagaronia och familjen dvärgstritar. Inga underarter finns listade i Catalogue of Life.